# Matheus Matias
Matheus Matias Ferreira, mais conhecido como Matheus Matias ou simplesmente Matheus, (Natal, 26 de junho de 1998), é um futebolista brasileiro que atua como atacante. Atualmente joga pelo Fluminense-PI.

## Carreira

### ABC
Sem passagens por categorias de base em clubes de Natal, apenas jogava futsal em algumas escolas, Matheus chegou no ABC no início de 2017 e foi integrado ao time Sub-19. Socializava jogos pela base do Mais Querido com os jogos de Futebol de 7 pelo Real Natal, em que foi vice-campeão estadual e artilheiro da competição. Tanto destaque no campo sintético lhe rendeu tanta atenção, que foi convocado para a disputa do Campeonato Mundial que será disputado na Guatemala, mas com a chegada de Itamar Schülle ao comando técnico do ABC, Matheus começou a ser relacionado para jogos da Série B.
Diante do Boa Esporte pela Série B, realizou sua estreia pelo Mais Querido entrando no lugar de Jean Carlos no decorrer da partida, mesmo não marcando gol, Matheus chamou atenção após criar várias chances de gol. No fim o alvinegro de Natal saiu com a vitória por 1 a 0. Com apenas dois jogos disputados pelo profissional, Matheus chamou atenções de outros clubes do Brasil, tanto destaque lhe fez despertar o interesse do empresário que administra as carreiras de Jean Mota, Rodrigão, Copete e Vecchio, ambos do Santos.
Contra o Londrina na vitória por 3 a 0, marcou seu primeiro gol como jogador profissional e pelo ABC Futebol Clube, novamente em partida válida pela Série B. Voltou a marcar novamente contra o Oeste em que o Mais Querido saiu vitorioso por 2 a 0. Após o fim da temporada de 2017, sem ter nenhum vínculo profissional com o ABC, Matheus se despediu do clube em suas redes sociais, a sua saída foi uma opção da empresa que gerencia a carreira do atleta, a Websoccer, que teria mais visibilidade disputando Campeonato Paulista e Campeonato Carioca. Segundo seu empresário clubes como Santos, Corinthians, Fluminense e Internacional tinham interesse em sua contratação.
Mas após se despedir do ABC, seu empresário entrou em contato com a diretoria do clube sobre a possibilidade do atleta retorna ao clube em 2018, e logo depois acertou seu retorno ao clube. Em janeiro de 2018, Matheus assinou seu primeiro contrato profissional com o ABC. Na Copa do Nordeste, diante do Ferroviário, marcou dois gols, os seus primeiros na temporada que contribuíram para a vitória por 3 a 1 na estreia do Mais Querido na competição. Contra o Baraúnas, no Estádio Nogueirão, pelo Campeonato Potiguar, marcou seu primerio hat-trick na carreira na goleada por 7 a 0 contra o time de Mossoró. O bom começo de temporada fez com que Matheus se colocasse entre os artilheiro do país na temporada, sendo primordial para o ABC, sendo elogiado por muitos, entre eles seu técnico Ranielle Ribeiro, que destacou bastante seu talento e habilidade.
| “ | Eu costumo dizer que ele é tão bom tecnicamente que, apesar de que o mesmo não estar pronto fisiologicamente nem fisicamente, a técnica dele é tão boa que ele consegue igualar com o físico dos atletas que já estão preparados, prontos. É um gesto técnico bem feito que desequilibra um atleta que é muito mais rápido e forte que ele. É um atleta que hoje é primordial para o que está acontecendo aqui no ABC, sem esquecer da qualidade dos outros, o que potencializa a qualidade dele. | ” |

Ainda em janeiro, recebeu uma proposta de 1 milhão de euros do Porto de Portugal, o equivalente a R$ 4 milhões, porém seu empresário e o próprio ABC chegaram ao comum acordo de recusar a proposta do time português pelo jovem atacante. Com a fama de artilheiro do país, Matheus se tornou alvo de vários clubes do Brasil, em fevereiro, foi negociado com o Corinthians, o Mais Querido receberá R$ 500 mil pela venda do atacante ao time paulista, o clube detinha 30% do passe do atacante e negociou 20% com um grupo de investidores por esse valor, assim, segue com 10% dos direitos federativos do atacante em caso de uma futura negociação. Em sua despedida do ABC, diante do Força e Luz, marcou um golaço de voleio que contribuiu para a vitória por 4 a 1 no Campeonato Potiguar.

### Corinthians
Sendo destaque pelo ABC no início da temporada, em fevereiro de 2018 foi negociado com o Corinthians pelas próximas cinco temporadas. Começou a ter suas primeiras chances no time principal do Corinthians durante o Campeonato Brasileiro, diante do Vitória, realizou sua estreia oficial pelo clube num empate por 0 a 0. Em um amistoso realizado durante a pausa para a Copa do Mundo, diante do Grêmio na Arena Corinthians, entrou durante o segundo tempo e marcou seu primeiro gol pelo Corinthians. Porém com poucas chances e sem espaço no time principal com Osmar Loss e Jair Ventura que passaram pelo comando técnico do Timão em 2018, Matheus acabou integrando o time sub-20 para ter mais rodagem, lá vai se reencontrar com o meia Fessin, que era seu parceiro de time no ABC até o início do ano.

### Ceará
Sem chances no time principal do Corinthians, foi contratado pelo Ceará por empréstimo até o fim de 2019, a pedido do técnico Lisca. O Vozão vai arcar com 100% do salário de Matheus durante o período de empréstimo.

## Estatísticas
Até 19 de fevereiro de 2020.

### Clubes
| Clube             | Temporada         | Campeonato nacional | Campeonato nacional | Campeonato nacional | Copa nacional[a] | Copa nacional[a] | Copa nacional[a] | Competições continentais[b] | Competições continentais[b] | Competições continentais[b] | Outros torneios[c] | Outros torneios[c] | Outros torneios[c] | Total | Total | Total   |
| Clube             | Temporada         | Jogos               | Gols                | Assist.             | Jogos            | Gols             | Assist.          | Jogos                       | Gols                        | Assist.                     | Jogos              | Gols               | Assist.            | Jogos | Gols  | Assist. |
| ----------------- | ----------------- | ------------------- | ------------------- | ------------------- | ---------------- | ---------------- | ---------------- | --------------------------- | --------------------------- | --------------------------- | ------------------ | ------------------ | ------------------ | ----- | ----- | ------- |
| ABC               | 2017              | 10                  | 2                   | 1                   | —                | —                | —                | —                           | —                           | —                           | —                  | —                  | —                  | 10    | 2     | 1       |
| ABC               | 2018              | —                   | —                   | —                   | 1                | 0                | 0                | —                           | —                           | —                           | 9                  | 10                 | 0                  | 10    | 10    | 0       |
| ABC               | Total             | 10                  | 2                   | 1                   | 1                | 0                | 0                | 0                           | 0                           | 0                           | 9                  | 10                 | 0                  | 20    | 12    | 1       |
| Corinthians       | 2018              | 2                   | 0                   | 0                   | —                | —                | —                | 0                           | 0                           | 0                           | 2                  | 1                  | 0                  | 4     | 1     | 0       |
| Corinthians       | Total             | 2                   | 0                   | 0                   | 0                | 0                | 0                | 0                           | 0                           | 0                           | 2                  | 1                  | 0                  | 4     | 1     | 0       |
| Ceará             | 2019              | —                   | —                   | —                   | 0                | 0                | 0                | —                           | —                           | —                           | 6                  | 2                  | 1                  | 6     | 2     | 1       |
| Ceará             | Total             | 0                   | 0                   | 0                   | 0                | 0                | 0                | 0                           | 0                           | 0                           | 6                  | 2                  | 1                  | 6     | 2     | 1       |
| Avaí              | 2019              | 2                   | 0                   | 0                   | —                | —                | —                | —                           | —                           | —                           | 10                 | 3                  | 0                  | 12    | 3     | 0       |
| Avaí              | Total             | 2                   | 0                   | 0                   | —                | —                | —                | —                           | —                           | —                           | 10                 | 3                  | 0                  | 12    | 3     | 0       |
| Oeste             | 2020              | 0                   | 0                   | 0                   | 1                | 0                | 0                | —                           | —                           | —                           | 0                  | 0                  | 0                  | 1     | 0     | 0       |
| Oeste             | Total             | 0                   | 0                   | 0                   | 1                | 0                | 0                | —                           | —                           | —                           | 0                  | 0                  | 0                  | 1     | 0     | 0       |
| Total na carreira | Total na carreira | 14                  | 2                   | 1                   | 2                | 0                | 0                | 0                           | 0                           | 0                           | 27                 | 16                 | 1                  | 43    | 18    | 2       |

- a. ^ Jogos da Copa do Brasil
- b. ^ Jogos da Copa Sul-Americana
- c. ^ Jogos do Campeonato Potiguar, Campeonato Paulista, Amistoso, Copa do Nordeste e Campeonato Cearense

## Títulos
ABC
- Campeonato Potiguar: 2018

Corinthians
- Campeonato Paulista: 2018

### Prêmios Individuais
ABC
- Revelação do Campeonato Potiguar: 2018